# ポール・ジャクレー
ポール・ジャクレー（Paul Jacoulet、1896年-1960年3月9日）は、日本で活動したフランス人版画家、浮世絵師。

## 来歴
1896年、パリに生まれる。父の名はフレデリック・ジャクレー。1897年に父親が高等商業学校附属外国語学校（現一橋大学）フランス語科講師として来日する。その2年後の1899年に、3歳で母と共にお雇い外国人の息子として来日する。日本文化を学び、日本語、書道、音楽、ダンスなどを習い、10代の前半から一橋で父の同僚だった黒田清輝講師と久米桂一郎教授からデッサン及び油絵を学び、1907年には浮世絵の流れをくむ池田輝方及び池田蕉園に師事しており、日本画を習得、若礼（じゃくれい）と号している。「若礼」という印章がある肉筆浮世絵や数多い喜多川歌麿作品などの複写が残されているのは、彼が日本画から出発したことを証明している。油絵及び日本画を学習したジャクレーは一時フランスに帰国した後、再び日本に戻り、江戸の情緒を残した東京の下町を愛し、義太夫の語りにも玄人はだしの腕前を発揮した。とりわけ浮世絵に強く魅せられ、日本画に親しんだ。ジャクレーは浮世絵と同じ技法による伝統的木版画を制作しており、彼の作品には、和の心が感じられ、真っ黒な瞳が印象的な南洋諸島、日本、韓国、中国の女性風俗を描いている。それらは平面的な画面に醸し出されたフランスの香りと和風の佇まいが面白い作品となっている。
1927年頃からは、身近な友人や知人たちをモデルに、鉛筆による円熟した線描と透明感あふれる豊かな色彩を特徴とする水彩画を描くようになった。1930年以降は、毎年、ミクロネシアなど南洋諸島へ旅行、マリアナ、カロリン、セレベス、フィジー諸島といった現地の島々の老若男女を水彩画に描いている。後に、それらを版画化している。1931年に藤懸静也の勧めにより木版画の制作を始める。1933年には自ら若礼（ジャクレー）版画研究所を設立して、彫師、摺師と共同生活をしながら木版画の制作を続けている、翌1934年12月、加藤版画研究所から、初めての新版画「虹」シリーズ （1.赤、2.橙、3.黄、4.緑、5.青、6.藍、7.菫）を発表した。なお、これらは山岸主計が彫っていた。1936年には『世界風俗版画集第一輯』を彫師、摺師とのコラボレーションによって発表、大きな反響を呼んだ。ジャクレーの作品には、彫師、摺師の名前が一緒に記されており、彫師は前田謙太郎、摺師は内川又四郎といった。また、戦前の作品は内川の父・藤井周之助という人物が大半を手掛けている。これ以降、没するまでに総制作点数166点の版画を残した。ジャクレーの木版画は国内外の欧米人を主な顧客として頒布会形式で売られた。1942年に技法上の贅を尽くした5点連作の「中国宮殿風俗」を版行した後は、第二次世界大戦のために制作の中断を余儀なくされたが、1945年の第2次世界大戦後は長野県軽井沢町に疎開、戦後もこの地に留まり作画を続けた。軽井沢のアトリエでは、ジョージ6世とエリザベス2世、ハリー・S・トルーマン、ダグラス・マッカーサー、そしてウィンストン・チャーチルなどのための新作を完成させるとともに、3万点にも及ぶ蝶のコレクションを所有していた。なお敬虔なクリスチャンであったジャクレーは、得た収入の多くを軽井沢の教会や幼稚園に寄付していた。
1960年に軽井沢で糖尿病により死去、青山霊園に葬られた。戦後、駐留米軍関係者たちが彼の作品を競って買い求めており、日米の各地において回顧展が開催されている。ジャクレーの作品のコレクターには、ハリー・S・トルーマン、グレタ・ガルボ、ピウス12世などもいた。
2013年には、パリのケ・ブランリー美術館(Musee du Quai Branly)で大規模な回顧展が開催された。
ジャクレーの父が教鞭を執った一橋出身の、日仏交流史研究者クリスチャン・ポラック明治大学客員教授によるコレクションの3分の2にあたる8万8000点が、明治大学クリスチャン・ポラック・コレクションの一部として寄贈され、明治大学図書館に所蔵されている。

## 作品
- 「助六」 絹本着色 76.0x129.0cm 1915年 横浜美術館寄託[8]
- 「嫁入り支度」 絹本着色 二曲一隻（第一扇：115.7x57.5cm、第二扇：115.5x57.8cm） 1916年 横浜美術館寄託[8]
- 「チャモロ族の女性-赤（連作<虹>より）」　木版画　1934年　横浜美術館所蔵　加藤潤二版
- 「チャモロ族の女性-青（連作<虹>より）」　木版画　1934年　横浜美術館所蔵　加藤潤二版
- 「チャモロ族の女性-緑（連作<虹>より）」　木版画　1934年　横浜美術館所蔵　加藤潤二版
- 「チャモロ族の女性-菫（連作<虹>より）」　木版画　1934年　横浜美術館所蔵　加藤潤二版
- 「サイパンの娘とハイビスカスの花」　木版画　1934年　東京国立近代美術館所蔵
- 「世界風俗版画集　清馨（きよか）さん」　木版画　 1935年　東京国立近代美術館所蔵
- 「世界風俗版画集　正装せる朝鮮の子供」　木版画　1935年　東京国立近代美術館所蔵
- 「世界風俗版画集　パリ―の婦人」　木版画　1935年　東京国立近代美術館所蔵
- 「世界風俗版画集　鯉を売る老婆（茨城県水郷）」　木版画　東京国立近代美術館所蔵
- 「世界風俗版画集　リタ・サブラン嬢の肖像（グアム島のチャモロ）」　木版画　1935年　東京国立近代美術館所蔵
- 「蟹」　木版画　1935年　東京国立近代美術館所蔵
- 「赤い衣服」　木版画　1935年 加藤潤二版
- 「紗の団扇」　木版画　加藤潤二版

## 参考図書
- ポール・ジャクレー展　リッカー美術館編　リッカー美術館、1982年
- 版画藝術第60号（特集・ポール・ジャクレー）　阿部出版、1988年
- ポール・ジャクレー展　浮世絵に魅せられたパリジャン　ドぅファミリー美術館編　ドゥファミリー美術館、1992年
- アジアへの眼　外国人の浮世絵師たち　横浜美術館編、横浜美術館　読売新聞社、1996年
- ポール・ジャクレー　横浜美術館監修　淡交社、2003年
- よみがえる浮世絵　うるわしき大正新版画展　東京都江戸東京博物館編、東京都江戸東京博物館・朝日新聞社、2009年
- フランス語版図録 Un artiste voyageur en Micronesie L'univers flottant de Paul Jacoulet (Coedition musee du quai Branly - Jacques Chirac) 352 pages ISBN 9782757205488 Somogy社、 2012年